# Frontière entre l'Estonie et la Finlande
La frontière entre l'Estonie et la Finlande est entièrement maritime, intégralement située en mer Baltique. Elle formait une partie de la frontière extérieure de l'Union européenne à partir du 1er janvier 1995, date d'adhésion de la Finlande, avant d'en devenir une frontière intérieure à la suite de l'adhésion de l'Estonie le 1er mai 2004.
La frontière entre le plateau continental et la zone de pêche de la république de Finlande et la zone économique de la république d'Estonie est constituée par des lignes droites (lignes géodésiques) qui relient les points spécifiés suivant :
- Point 1 : 59°59.678' 26°20.147' : Vers le tripoint avec la Russie
- Point 2 : 59°59.095' 26°12.666'
- Point 3 : 59°58.095' 26°07.966'
- Point 4 : 59°51.694' 25°58.067'
- Point 5 : 59°52.594' 25°27.566'
- Point 6 : 59°53.294' 25°10.166'
- Point 7 : 59°52.093' 24°57.166'
- Point 8 : 59°50.493' 24°49.266'
- Point 9 : 59°44.193' 24°24.367'
- Point 10: 59°37.092' 23°54.367'
- Point 11: 59°31.591' 23°29.667'
- Point 12: 59°31.691' 23°09.567'
- Point 13: 59°24.891' 22°45.068'
- Point 14: 59°22.790' 22°09.868'
- Point 15: 59°18.689' 21°46.568'
- Point 16: 59°11.489' 21°11.168'
- Point 17: 58°50.677' 20°28.902’ : Vers le tripoint avec la Suède

Le tripoint Finlande-Estonie-Suède a été défini dans un accord trilatéral signé le 16 janvier 2001 : Ce point se situe exactement aux coordonnées 58°01,440' de latitude N et 20°23,755' de longitude E